# Ғ
Ғ (minuskule ғ) je písmeno cyrilice. Jedná se o variantu písmena Г. Je používáno v baškirštině, v chakaštině, v jaghnóbštině, v jukagirštině, v kazaštině, v nivchštině a v tádžičtině.